# 사직실내수영장
사직실내수영장(社稷室內水泳場)은 대한민국 부산광역시 동래구 사직로 55-32에 있는 수영장이다.  경영 풀 10레인(50m), 연습 풀 13레인(25~50m), 다이빙 풀을 갖췄으며, 1989년 2월에 개장했다.